# Bøllufjall
Bøllufjall är ett berg i Färöarna (Kungariket Danmark).   Det ligger i sýslan Streymoyar sýsla, i den norra delen av landet, 30 km nordväst om huvudstaden Tórshavn. Toppen på Bøllufjall är 658 meter över havet. Bøllufjall ligger på ön Streymoy.
Terrängen runt Bøllufjall är kuperad. Havet är nära Bøllufjall åt nordväst. Runt Bøllufjall är det ganska tätbefolkat, med 58 invånare per kvadratkilometer. Närmaste större samhälle är Fuglafjørður, 19,2 km öster om Bøllufjall. Trakten runt Bøllufjall består i huvudsak av gräsmarker.